# Довжки (Стрийський район)
Довжки́ — село в Україні, у Козівській сільській громаді Стрийського району Львівської області. Населення становить 513 осіб. У селі діє церква Стрітення Господнього (УГКЦ). Село розташоване вздовж однойменного хребта Довжки.

## Населення
Згідно з переписом УРСР 1989 року чисельність наявного населення села становила 479 осіб, з яких 236 чоловіків та 243 жінки.
За переписом населення України 2001 року в селі мешкало 465 осіб.

### Мова
Розподіл населення за рідною мовою за даними перепису 2001 року:
| Мова       | Відсоток |
| ---------- | -------- |
| українська | 99,61 %  |
| білоруська | 0,19 %   |
| російська  | 0,19 %   |